# Louis Beerenbroek
Ludovicus Franciscus Hubertus (Louis) Beerenbroek (Weert, 25 maart 1805 - Roermond, 4 mei 1884) was een Limburgs politicus die burgemeester was en zitting had in de Belgische Kamer van volksvertegenwoordigers, de Nederlandse Tweede Kamer der Staten-Generaal en de Eerste Kamer der Staten-Generaal. Ook was hij vanuit het hertogdom Limburg verantwoordelijk voor de verkiezingen van het Duitse Bondsparlement.

## Levensloop
Louis Beerenbroek stamde uit een Eindhovens geslacht van politici, waaronder zijn grootvader Judocus van Beerenbroeck die burgemeester was van Eindhoven. Zijn vader, Guibert Beerenbroeck was koopman en lid van de raad van het arrondissement Roermond. Hij was getrouwd met Marie-Barbe Painsmay. Louis Beerenbroeck trouwde met Jeanne Van Mulbracht.
Al op jonge leeftijd werd Beerenbroek in 1828 burgemeester van Weert, zijn geboorteplaats, wat hij zou blijven tot in 1840. Na de afsplitsing van België (in eerste instantie inclusief het huidige Nederlands Limburg) werd Louis Beerenbroek in 1835 verkozen tot lid van de Belgische Kamer van volksvertegenwoordigers voor het arrondissement Roermond en vervulde dit mandaat tot in 1839 het huidige Nederlands Limburg opnieuw bij Nederland werd gevoegd. Hij was een bekende persoonlijkheid aan het Brussels hof van koning Leopold I.
Van 1843 tot 1870 was hij schoolopziener voor het zesde schooldistrict van Limburg (rondom Weert), en hij was van 1843 tot 1847 lid van de Staten van de provincie Limburg. Van maart 1847 tot juli 1848 was hij lid van de Tweede Kamer, en van 1847 tot 1850 was hij districtscommissaris van Roermond. In de Tweede kamer behoorde hij tot de dertien leden die voor het verworpen wetsvoorstel stemde tot intrekking van de accijns op het gemaal van rogge.
In die tijd had het hertogdom Limburg een speciale status, en was het weliswaar in zekere mate onderdeel van Nederland, maar tegelijk was het ook lid van de Duitse Bond. In 1848 werd hij benoemd tot hertogelijk-Limburgs commissaris voor de Duitse hoofdzaken, en was hij belast met het regelen van de verkiezing van de afgevaardigden in de Rijksdag in Frankfurt aan de Main, en moest hij het besluit tot uitvoer van paarden uit de Duitse Bondsstaten uitvoeren.
Van 1849 tot zijn overlijden in 1884 (met een korte onderbreking in 1850) was Beerenbroek lid van de Eerste Kamer der Staten-Generaal, waar hij niet heel veel van zich deed horen (al helemaal weinig in de laatste jaren). Enkele stemmingen zijn wel noemenswaardig: in 1860 behoorde hij tot de 17 leden die voor de verworpen wet over aanleg en exploitatie van de Noorder- en Zuiderspoorwegen stemde, in 1869 stemde hij tegen het voorstel tot afschaffing van de dagbladzegel en in 1870 tegen de afschaffing van de doodstraf. In 1870 behoorde hij tot de meerderheid die de begroting van Nederlands-Indië verwierp, wat tot het aftreden van minister De Waal leidde.
Van 1856 tot 1875 was hij daarnaast nog burgemeester van Roermond en vanaf 1861 lid van het College van regenten van het Huis van Arrest in Roermond.
Beerenbroek werd benoemd tot Ridder in de Orde van de Nederlandse Leeuw en in 1867 tot Commandeur in de Orde van de Eikenkroon. Ook was hij Ridder in de Leopoldsorde van België.

## Voetnota
1. 1 2  Andere bronnen vermelden 1828 - 1839
2. 1 2  Volgens een andere bron tot 1876

- Biografisch Portaal: 02500261
- Digitale Bibliotheek voor de Nederlandse Letteren: beer037
- International Standard Name Identifier: 0000 0003 9013 6587
- Nederlandse Thesaurus van Auteursnamen: 339361344
- Parlement.com: vg09lkxummxd
- Virtual International Authority File: 283731590
- WorldCat: E39PBJymC46jcDTcW9kfKQ6HYP